# Moon Creek
Moon Creek är ett vattendrag i Algoma District i provinsen Ontario i den sydöstra delen av Kanada. Moon Creek som är ett biflöde till Blind River rinner huvudsakligen från norr till söder och mynnar i sjön Matinenda Lake. På sin väg dit passerar vattendraget sjöarna Coffee Lake, Bay Lake och Big Moon Lake.